# Dorfkirche Börzow

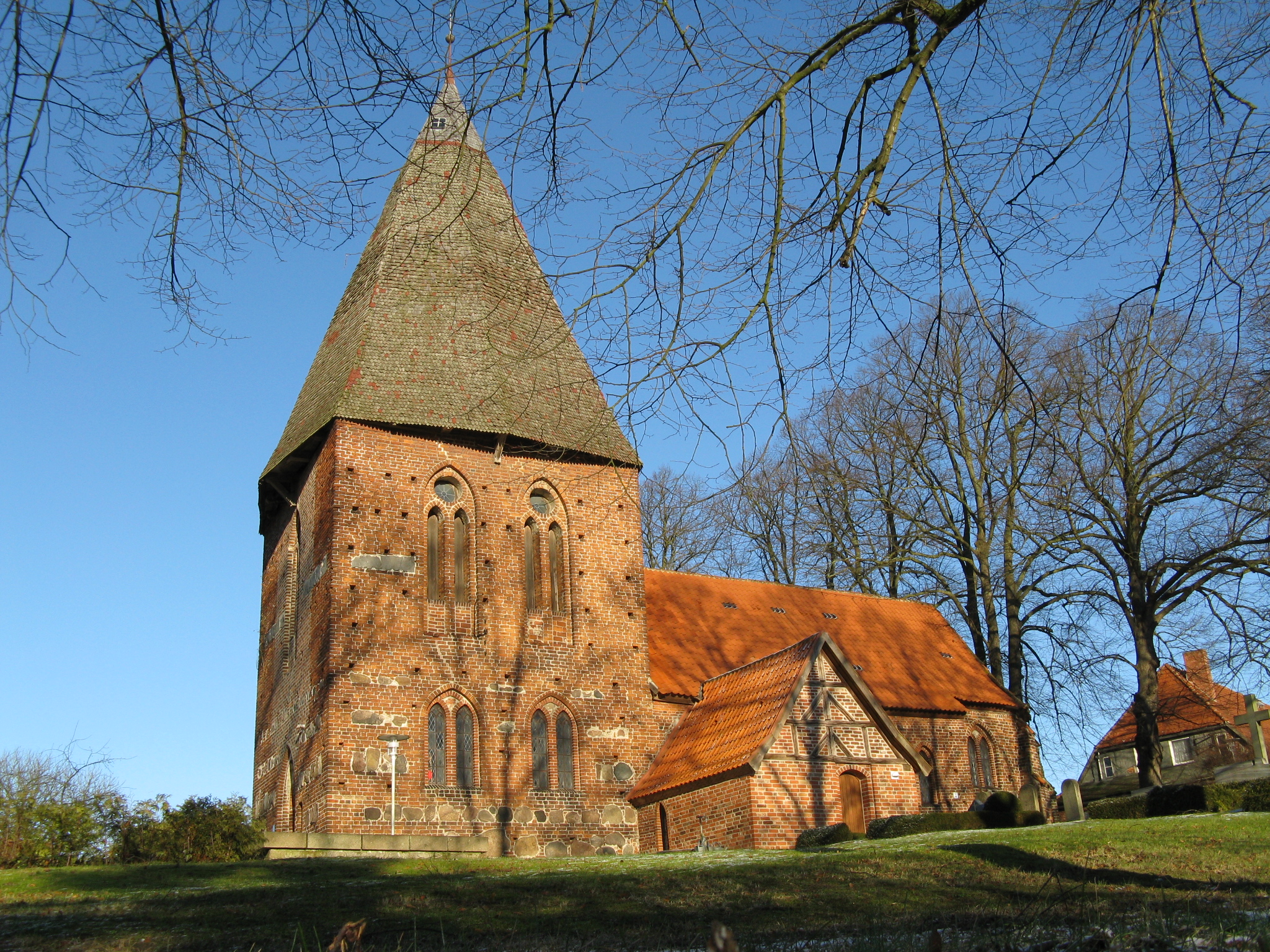
Kirche in Börzow (2009)

Die Dorfkirche Börzow ist ein evangelisch-lutherisches Kirchengebäude in Börzow, einem Ortsteil der Gemeinde Stepenitztal im Landkreis Nordwestmecklenburg (Mecklenburg-Vorpommern). Sie gehört zur Kirchengemeinde Roggenstorf in der Propstei Wismar des Kirchenkreises Mecklenburg der Nordkirche.

## Geschichte und Architektur
Die Dorfkirche von Börzow wurde in Backstein mit eingesprengten Feldsteinen wohl in der Mitte des 15. Jahrhunderts errichtet. Sie hat ein rechteckiges Kirchenschiff mit flacher Balkendecke sowie einen kreuzrippengewölbten Chorraum im Osten. Vom Chor aus wird der Raum durch einen spitzbogigen Triumphbogen geöffnet. Der Kirchenraum mit einer einfachen Holzdecke war für zur Erbauungszeit für eine Wölbung vorbereitet.
Der gedrungene quadratische Kirchturm in gleicher Breite wie das Schiff wird von einem spitzen, achteckigen verschindelten Helm bekrönt, welcher die gleiche Höhe wie sein Mauerwerk hat. Die Grabkapelle an der Südseite wurde 1738 für die in Bernstorf ansässige Familie von Bernstorff errichtet. Die Südvorhalle ist im Kern mittelalterlich, sie wurde mehrfach erneuert. An der Nordseite steht die neugotische Totenhalle, sie wurde wohl in der zweiten Hälfte des 19. Jahrhunderts angebaut.

## Ausstattung
Die Innenausstattung der Kirche ist von Stiftungen der Familie Bernstorff geprägt, die die Verluste des Dreißigjährigen Krieges durch Übergriffe schwedischer Truppen wieder ergänzte. Aus der früheren Zeit sind Reste ornamentaler Fresken aus der zweiten Hälfte des 15. Jahrhunderts erhalten, sie wurden 1912 bei Restaurierungsarbeiten freigelegt. In den Wandungen des Triumphbogens sind Akanthusranken und an einigen Stellen Weihekreuze sichtbar.
Der zweigeschossige barocke Altaraufsatz von 1718 mit seiner reichen Akanthusschnitzerei ist ebenfalls eine Stiftung der Familie Bernstorff und wird Johannes Friedrich Wilde zugeschrieben. Der schlichte Kanzelkorb wurde 1674 angefertigt, er ist mit Propheten bemalt. Das Kruzifix ist wohl eine Arbeit vom Anfang des 18. Jahrhunderts. Die nach dem Dreißigjährigen Krieg erfolgten Ergänzungen des Kirchenschatzes wurden während der Franzosenzeit am 8. und 9. November 1806 erneut entwendet.
Die Orgel (neun Register, ein Manual und Pedal) aus dem Jahr 1865 ist ein Werk des Schweriner Orgelbauers Friedrich Friese III. Der neugotische Prospekt mit drei Pfeifenfeldern steht auf der Westempore im Turmraum hinter einem niedrigen Bogen. 1992 erfolgte eine Reparatur durch den Orgelbauer Michael Becker (Kupfermühle).
Die 1854 durch Peter Martin Hausbrandt aus Wismar umgegossene Glocke von 1420 ging im Ersten Weltkrieg verloren. Im Turm befinden sich eine 1922 gegossene Glocke und eine Stahlgussglocke von 1962.

## Pastoren
- 1848–1879 Gustav Johann Friedrich Owstien aus Dobbertin.

## Heutige Gemeinde
Die Dorfkirche Börzow gehört zur Kirchengemeinde Roggenstorf, zu der auch die Dorfkirchen in Roggenstorf, Kirch Mummendorf und Lübsee gehören.